# James Blake (album)
James Blake è il primo album in studio del musicista inglese omonimo, pubblicato nel febbraio 2011.

## Composizione e pubblicazione
Il brano The Wilhelm Scream (che è anche il singolo promozionale di lancio) è una cover del padre di Blake, James Litherland, musicista attivo alla fine degli anni '60.
Il disco è stato anticipato dalla pubblicazione del singolo Limit to Your Love, cover del brano di Feist pubblicata nel novembre 2010. Nell'ottobre 2011 è stata pubblicata un'edizione "deluxe" contenente due CD: il primo è quello originale con l'aggiunta di due tracce (Tep and the Logic e You Know Your Youth), mentre il secondo è l'EP Enough Thunder, venduto anche separatamente.

## Accoglienza
L'album ha ricevuto una nomination ai Mercury Prize nel 2011. Venne eletto "disco del 2013" da Rumore.

## Tracce
1. Unluck – 3:00
2. The Wilhelm Scream – 4:37
3. I Never Learnt to Share – 4:51
4. Lindisfarne I – 2:42
5. Lindisfarne II – 3:01
6. Limit to Your Love (cover Feist) – 4:36
7. Give Me My Month – 1:56
8. To Care (Like You) – 3:52
9. Why Don't You Call Me – 1:35
10. I Mind – 3:31
11. Measurements – 4:19

## Formazione
- James Blake - voce, strumenti vari, produzione, autore
- Rob McAndrews - chitarra acustica e coautore (traccia 6)

## Classifiche
| Classifica (2011) | Posizione massima |
| ----------------- | ----------------- |
| Belgio (Fiandre)  | 1                 |
| Danimarca         | 2                 |
| Germania          | 6                 |
| Irlanda           | 11                |
| Italia            | 81                |
| Regno Unito       | 9                 |
| Stati Uniti       | 123               |
| Svizzera          | 9                 |